# Бастайські Брджани
45°40′ пн. ш. 17°21′ сх. д. / 45.67° пн. ш. 17.35° сх. д.
Бастайські Брджани (хорв. Bastajski Brđani) — населений пункт у Хорватії, у Б'єловарсько-Білогорській жупанії у складі громади Джуловаць.

## Населення
Населення за даними перепису 2011 року становило 0 осіб.
Динаміка чисельності населення поселення: